# Чулешть
Чулешть, Чулешті (рум. Ciulești) — село у повіті Біхор в Румунії. Входить до складу комуни Спінуш.
Село розташоване на відстані 432 км на північний захід від Бухареста, 26 км на північний схід від Ораді, 117 км на північний захід від Клуж-Напоки.

## Населення
За даними перепису населення 2002 року у селі проживали 210 осіб, з них 209 осіб (99,5%) румунів. Усі жителі села рідною мовою назвали румунську.